# 주온: 저주의 집
주온 1부와 주온을 포함한다. 주온 극장판,주온 원혼의 부활까지 있으며 주온 끝의 시작,주온 더 파이널이 6편들의 영화가 넷플릭스 드라마로 바뀌었고, 주온 저주의 집이라는 드라마가 되었다. 이 드라마에서, 토시오와 카야코는 등장하지 않는다. 주온 1부의 4번째 에피소드의 장면에서, 턱 없는 칸나가 등장하는데, 또한 턱 없는 소녀가 등장한다.